# فرودگاه بین‌المللی حراره
فرودگاه بین‌المللی حراره (به انگلیسی: Harare International Airport) یک فرودگاه  نظامی و غیرنظامی با کد یاتا HRE است که یک باند فرود آسفالت دارد و طول باند آن ۴۷۲۵ متر است. این فرودگاه در شهر هراره کشور زیمبابوه قرار دارد و در ارتفاع ۱۴۹۰ متری از سطح دریا واقع شده‌است.

## شرکت‌های هواپیمایی و مقصدهای پروازی

### مسافری

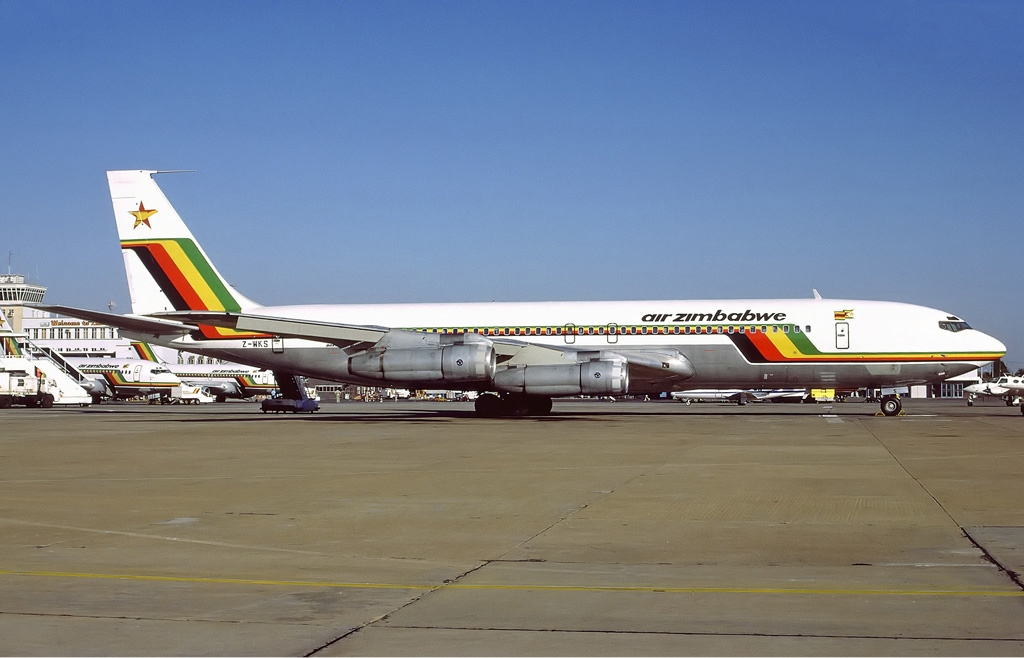
Boeing 707-330B at Harare Airport in 1992.

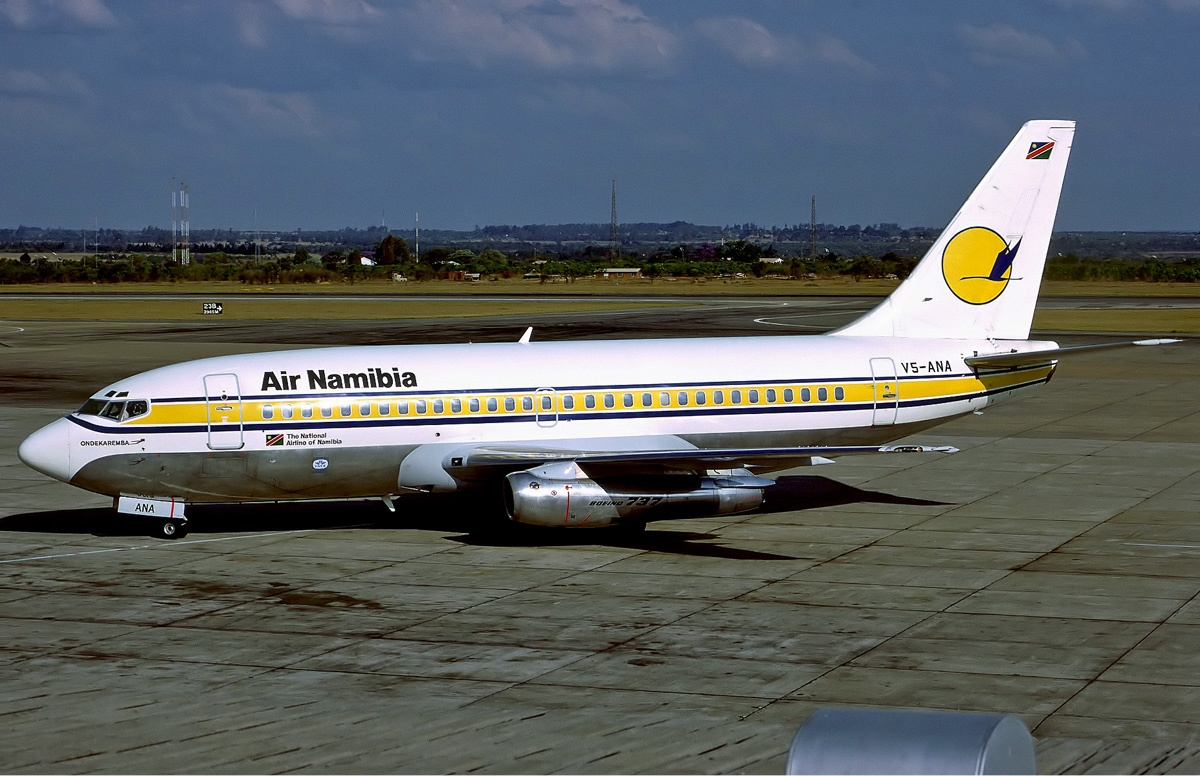
ایر نامیبیا Boeing 737-200 at Harare International Airport November 1992

| شرکت‌های هواپیمایی              | مقصدهای پروازی                                                             |
| ------------------------------ | -------------------------------------------------------------------------- |
| ایر نامیبیا                    | ویندهوک هوسیا کوتاکو                                                       |
| ایر زیمبابوه                   | جاشوا مکابوکو انکومو، ژولیوس نیرر، اولیور تامبو, آبشار ویکتوریا، Kariba    |
| ایرلینک                        | اولیور تامبو                                                               |
| بریتیش ایرویز اجرا توسط کام‌ایر | اولیور تامبو                                                               |
| هواپیمایی امارات               | دوبی، لوساکا                                                               |
| هواپیمایی اتیوپی               | بوول، لوساکا                                                               |
| Fastjet                        | ژولیوس نیرر، لوساکا (آغاز از ۱۳ نوامبر ۲۰۱۷)، اولیور تامبو، آبشار ویکتوریا |
| کنیا ایرویز                    | لوساکا، جومو کنیاتا                                                        |
| LAM Mozambique Airlines        | ماپوتو، بیرا                                                               |
| Malawian Airlines              | لیلونگوه، چیلکا                                                            |
| رواندایر                       | کیگالی                                                                     |
| هواپیمایی آفریقای جنوبی        | اولیور تامبو                                                               |
| تاگ آنگولا ایرلاینز            | کواترو دو فرویرو                                                           |